# Тас-Юрях (село)
Тас-Юря́х (якут. Таас Үрэх) — село в Мирнинском районе Республики Саха (Якутия) России. Административный центр и единственный населённый пункт Ботуобуйинского наслега.

## География
Село находится в западной части Якутии, в пределах Верхневилюйского плато, на левом берегу реки Тас-Юрях, к востоку от реки Улахан-Ботуобуя, на расстоянии 157 км  от города Мирный, административного центра района. Абсолютная высота — 310 м над уровнем моря.
Климат
Климат характеризуется как резко континентальный, с продолжительной морозной зимой и жарким летом. Абсолютный минимум температуры воздуха самого холодного месяца составляет −65 °C; абсолютный максимум самого тёплого месяца — 37 °C.
Часовой пояс
Село Тас-Юрях находится в часовой зоне МСК+6. Смещение применяемого времени относительно UTC составляет +9:00.

## Население
| 2002 | 2010 | 2012 | 2013 | 2014 | 2015 | 2016 |
| ---- | ---- | ---- | ---- | ---- | ---- | ---- |
| 566  | ↘480 | ↘455 | ↘452 | ↘429 | ↘423 | ↘413 |
| 2017 | 2018 | 2019 | 2020 | 2021 |      |      |
| ↘410 | ↘407 | ↗412 | ↗413 | ↘406 |      |      |

Половой состав
По данным Всероссийской переписи населения 2010 года, в гендерной структуре населения мужчины составляли 49 %, женщины — соответственно 51 %.
Национальный состав
Согласно результатам переписи 2002 года, в национальной структуре населения якуты составляли 79 % из 566 чел.

## Улицы
| - ул. Берёзовая, - ул. Иевлева, - пер. Лесной, - ул. Набережная, | - пер. Новый, - пер. Парковый, - ул. Степана Попова. |

## Известные уроженцы
- Басыгысов, Виталий Николаевич (род. 1946) — российский политический и общественный деятель.